# Australian Equality Party (Marriage)
Australian Equality Party (Marriage) (en español: Partido Australiano por la Igualdad (Matrimonio), conocido también por su sigla AEP) fue un partido político australiano fundado por Jason Tuazon-McCheyne. El AEP contaba con una plataforma que promovía la igualdad y los derechos humanos, particularmente en relación con la comunidad gay, lesbiana, bisexual, transgénero, intersex y queer (LGBTIQ). El objetivo del partido era que el líder de AEP, Jason Tuazon-McCheyne, fuera elegido para el Senado en las elecciones federales de 2016. El partido fue disuelto voluntariamente el 26 de marzo de 2018.

## Historia
El Australian Equality Party fue lanzado el 2 de febrero de 2014 por Jason Tuazon-McCheyne y su equipo en la Marcha del Orgullo LGBTIQ de Melbourne en St Kilda. En ese momento, el AEP lanzó su primer conjunto de políticas relacionadas con las personas LGBTIQ en el desfile, que incluyeron la igualdad en el matrimonio, la salud y el bienestar de las personas LGBTIQ y la reforma de las leyes sobre los derechos de adopción de las personas LGBTIQ.
El partido se registró en la Comisión Electoral Australiana (AEC) el 9 de octubre de 2014. El coordinador del AEP es Jason Tuazon-McCheyne. El 27 de enero de 2016, la AEC aprobó un cambio de nombre para agregar la palabra «Matrimonio» («Marriage») al nombre oficial del partido.
En 2014, el AEP solo estuvo activo en Victoria, centrándose en reunir apoyo para su campaña para elegir a su líder Jason Tuazon-McCheyne como senador por el estado de Victoria en las elecciones federales de 2016.
En las elecciones federales de 2016, AEP presentó dos candidatos al Senado en los estados de Queensland, Australia Meridional y Victoria, y tres candidatos en Victoria para la Cámara de Representantes; ninguno de estos candidatos resultó elegido. El partido recibió el 0,87 %, el 0,38 % y el 0,49 % de los votos de primera preferencia en los tres estados en los que compitió por escaños en el Senado y el 1,59 % de los votos de primera preferencia en su escaño de mayor votación en la Cámara, Melbourne Ports.

## Liderazgo
El líder del AEP era Jason Tuazon-McCheyne, quien trabajaba como celebrante civil en el estado de Victoria. Tuazon-McCheyne está casado con su esposo Adrian, tienen un hijo y viven en el noroeste de Melbourne.
La líder adjunta Jacqueline Tomlins es escritora, activista y activista y ha estado involucrada en una variedad de campañas relacionadas con las personas LGBTIQ, particularmente en torno a la igualdad en el matrimonio y un desafío legal en la Corte Suprema de Australia a la prohibición del reconocimiento en Australia de matrimonios entre personas del mismo sexo celebrados en el extranjero.